# Homoporus subniger
Homoporus subniger är en stekelart som först beskrevs av Walker 1835.  Homoporus subniger ingår i släktet Homoporus och familjen puppglanssteklar. Arten är reproducerande i Sverige. Inga underarter finns listade i Catalogue of Life.